# فونداسیون مگ

ساختمان و محوطه فونداسیون مگ در سن-پل دو وانس

باغ تندیس موزهٔ فونداسیون مگ

فونداسیون مگ، (به فرانسوی: Fondation Maeght) یک موزهٔ هنر نوگرا در سن-پل دو وانس در نزدیکی نیس فرانسه است. بانیان آن دلال آثار هنری، اِمه مکت و همسرش مارگریت هستند.
ساختمان فونداسیون مگ در سال‌های ۱۹۶۲–۶۳ توسط معمار اسپانیایی، خوسپ لوئیس سرت طراحی گردید. این موزه شامل کارهای مهمی از هنرمندانی است که مکت شخصاً با آن‌ها کار می‌کرد مانند آلبرتو جاکومتی، خوان میرو، ژرژ براک، مارک شاگال و ...